# Vaimojärvi
Vaimojärvi är en sjö i Finland. Den ligger i kommunen Kuusamo i landskapet Norra Österbotten, i den nordöstra delen av landet, 700 km norr om huvudstaden Helsingfors. Ahvenlampi ligger 252,3 meter över havet. Arean är 21,2 hektar och strandlinjen är 2,68 kilometer lång. Sjön  ingår i Koundaälvens huvudavrinningsområde. 